# Cortinarius laquellus
Cortinarius laquellus är en svampart som beskrevs av Soop 2005. Cortinarius laquellus ingår i släktet Cortinarius och familjen spindlingar.   Inga underarter finns listade i Catalogue of Life.